# Zemská silnice B47
Zemská silnice B47, zvaná Lundenburger Straße („Břeclavská silnice“) je bývalá státní silnice v Dolních Rakousích, která vede z Wilfersdorfu přes Großkrut na hraniční přechod Reintal/Poštorná, kde na ni navazuje česká silnice I/55.
Silnice je součástí alternativního spojení z Vídně do Brna přes Břeclav s využitím dálnice D2, a obecně spojení mezi Rakouskem a jihovýchodní Moravou. Z důvodu omezení na rakouské straně je však využitelné jen pro vozidla do hmotnosti 3,5 tuny. V konceptu mobility Niederösterreich 2030+ se potenciálně počítá se zkapacitněním silničního tahu vybudováním obchvatů Großkrutu a Reintalu.

## Historie
Po anšlusu Rakouska a okupaci českých zemí vzrostl význam této silnice pro Velkoněmeckou říši. Roku 1940 se tak stala součástí říšské silnice 374 z Wilfersdorfu (potažmo Vídně) do Krakova.
Od roku 1950 byla silnice součástí rakouské sítě spolkových silnic (Bundesstraße – odsud písmeno „B“). Během existence Železné opony byl přechod do Československa uzavřen, znovu otevřen byl roku 1990. Po reorganizaci rakouské silniční sítě roku 2002 přešla B47 do zemské správy, číslo bylo zachováno.
Po otevření úseku dálnice A5 ze Schricku do Poysbrunnu roku 2017 došlo k odlehčení dopravy na úvodním úseku silnice, neboť tranzit směr Břeclav je z dálnice sveden až u Großkrutu (exit 41) na silnici L20 (Poysdorfer Straße) a po ní teprve na B47. 

## Vedení silnice
- Wilfersdorf (obchvat B7, L3045)
- Bullendorf
- odbočka B48 (směr Ebersdorf, Hohenau an der March)
- krátký úsek okresem Gänserndorf (katastr obce Hauskirchen)
- Großkrut (L20, přivaděč na A5)
- odbočka L15 (směr Altlichtenwarth)
- odbočka L15 (Katzelsdorf)
- Reintal (B49)
- úsek se zákazem vjezdu vozidel těžších 3,5 tuny
- / hraniční přechod Poštorná–Reintal (navazuje silnice I/55)